# Hidekazu Nariai
Hidekazu Nariai (jap. 成相 秀一, Nariai Hidekazu; * 2. Februar 1924 in Taisha, Landkreis Hikawa (heute: Izumo), Präfektur Shimane; † 5. Dezember 1990 in Takehara) war ein japanischer Astrophysiker und Kosmologe. Er war Professor an der Universität Hiroshima.

## Leben
Er besuchte die Matsue-Oberschule und studierte an der Universität Tōhoku, an der er promoviert wurde und danach wissenschaftlicher Assistent war. 1953 ging er an das Forschungsinstitut für Theoretische Physik (RITP) der Universität Hiroshima in der Stadt Takehara. 1972 wurde er dort Professor und 1987 emeritierte er. 
Nariai galt als einer der führenden theoretischen Kosmologen Japans. Er befasste sich mit exakten Lösungen der Gleichungen der Allgemeinen Relativitätstheorie (eine Gruppe von Lösungen der Feldgleichungen im Vakuum mit kosmologischer Konstante ist nach ihm benannt), kosmologische Theorie der turbulenten Entstehung von Galaxien (die er mit seiner Schule ab den 1960er Jahren ausbaute, die aber inzwischen als widerlegt gelten), kosmologischer Störungstheorie der Newton-Approximation (mit Yoshio Ueno), Quantenfeldtheorie in expandierenden Universen (mit Toshiei Kimura), allgemeinrelativistischer Dynamik kollabierender Sterne (mit entsprechenden Anschlussbedingungen der Lösungen) und renormierter Gravitationstheorien mit Lagrangefunktionen höherer Ordnung als Erweiterungen der Einsteinschen Gravitationstheorie.

## Schriften
- On some static solutions of Einsteins gravitational field equations in a spherically symmetric case; Scientific Reports Tohoku University, Band 34, 1950, S. 160
- On a new cosmological solution of Einsteins field equations of gravitation; Scientific Reports Tohoku University, 35, 1951, S. 46
  - Wieder abgedruckt in George F. R. Ellis, Malcolm A. H. MacCallum, Andrzej Krasinski (Hrsg.) Golden Oldies in General Relativity. Hidden Gems, Springer Verlag 2013, mit Biographie von Kenji Tomita